# Dresserus sericatus
Dresserus sericatus is een spinnensoort uit de familie van de fluweelspinnen (Eresidae).
De wetenschappelijke naam van de soort werd in 1920 gepubliceerd door Richard William Ethelbert Tucker.